# تركيا في الألعاب الأولمبية الصيفية 2016
تركيا نافست في الألعاب الأولمبية الصيفية 2016 في ريو دي جانيرو، البرازيل من 05 أغسطس إلى 21 أغسطس 2016. ظهرت الرياضيين الأتراك في كل دورة من دورات الألعاب الأولمبية الصيفية منذ أول مرة في البلاد في عام 1908. تركيا لم تحضر دورة الألعاب الاولمبية 1920 الصيف في أنتويرب، و دورة الألعاب الاولمبية الصيفية 1932 في لوس انجلوس في فترة الكساد الكبير، ودورة الألعاب الاولمبية الصيفية عام 1980 في موسكو بسبب الحرب السوفيتيه في أفغانستان.